# Михаэлис, Леонор
Леонор Михаэ́лис (нем. Leonor Michaelis; 16 января 1875, Берлин — 8 октября 1949, Нью-Йорк) — немецкий биохимик, физикохимик и физик. Член Национальной академии наук США (1943), известен, главным образом, благодаря совместной работе с Мод Ментен в области кинетики ферментативных реакций и разработке уравнения Михаэлиса-Ментен.

## Биография

### Ранние годы
Леонор Михаэлис родился в Берлине 16 января 1875 года, в еврейской семье, по собственным словам «в среде далёкой от науки». Его отец Мориц Михаэлис (1845—1908) происходил из Шнайдемюля, мать Хульда Розенбаум была уроженкой Берлина. В 1893 году закончил классическую гимназию (Köllnisches Gymnasium), несмотря на то, что гимназия не специализировалась на изучении естественных наук, Михаэлис впервые в гимназии проявил интерес к химии и физике, который был поддержан преподавателями. При этом Михаэлис также не имел проблем с изучением классических языков (греческий, латинский).

### Годы в Берлинском университете
Несмотря на интерес к фундаментальной науке, Михаэлис выбрал медицинское направление, в связи с лучшими перспективами заработка, и в 1893 году поступил в Берлинский университет. В своей автобиографии Михаэлис упоминает об университетских преподавателях, лекции которых произвели на него большое впечатление, среди них: Генрих Вальдейер (анатомия), Оскар Гертвиг (гистология и эмбриология), Эмиль Дюбуа-Реймон (физиология), Эмиль Фишер (химия). Кроме того в ходе первого семестра Михаэлис прослушал свободный курс контрапункта профессора-музыковеда Беллермана, для которого, по воспоминанием Михаэлиса, «музыка закончилась на Моцарте». Интерес к теории музыки сохранился у Михаэлиса на всю жизнь. Во свободное время Михаэлис работает в лаборатории профессора Гертвига, где пишет статью посвящённую гистологии секреции молочных желез, за которую получает премию медицинского факультета. Позже Михаэлис публикует работу посвящённую оплодотворению у амфибий и защищает выпускную работу о детерминации направления первого деления оплодотворённой яйцеклетки амфибий, на основе которой также напишет первое учебное пособие. Последний семестр обучения и экзамены проходят во Фрайбурге-в-Брайсгау, к концу обучения практически ориентированные дисциплины (хирургия и гинекология) вызывают у Михаэлиса меньший интерес и даются с большим трудом. Тем не менее Михаэлис успешно сдает экзамены и возвращается в Берлин, в лабораторию Гертвига. Вскоре Михаэлис знакомится с Паулем Эрлихом, который после просмотра его гистологических препаратов, приглашает его в свою группу.

### Научная карьера
В ходе работы под руководством Эрлиха Михаэлис разрабатывает метод витальной окраски митохондрий красителем «янус зелёный». После года научной работы в лаборатории Эрлиха, Михаэлис преступает к изучению клинической медицины и работе в муниципальной больнице под руководством Морица Литтена (1899—1902). Переход Михаэлиса к медицинской практике вновь связан с финансовыми трудностями. В период с 1902 по 1906 г. Михаэлис работает под руководством клинициста Эрнста Лейдена и занимается исследованиями в области раковых заболеваний. В 1902 г. Михэлис обнаруживает железосодержащие базофильные включения в пациентов с воспалительным процессом в мочеполовом тракте (позже будут названы тельца Михэалис-Гутман). В 1903 году Михаэлис получает ставку приват-доцента в Берлинском университете. В 1905 г. Михаэлис принимает предложение занять должность бактериолога в одной из муниципальных клиник Берлина, под руководством профессора Альберта Фрэнкеля. Здесь Михаэлис продолжает работать до 1922 года. Помимо постоянной работы в лаборатории Михаэлис (совместно со своим коллегой и другом химиком Питером Рона) работает в области приложений физической химии к биологии и проводит исследования: уровня сахара крови, влияния pH и концентрации продуктов на активность ферментов, диссоциации амфотерных электролитов, физических свойств белков при переходе через изоэлектрическую точку, электрофоретического разделения белков, ингибиторов ферментативных реакций, цветных pH-индикаторов, процесса адсорбции и др. В ходе первой мировой войны Михаэлис работает врачом в госпитале. В 1921 году новое правительство предоставляет Михаэлису должность профессора, однако при этом финансирование и условия для проведения исследований крайне низкие, в связи с чем Михаэлис дополнительно работает консультантом в индустрии.
В 1922 году Михаэлис едет на три года в качестве одного из первых европейских профессоров во вновь организованную медицинскую школу в Нагойский университет (Япония). Здесь Михаэлис продолжает исследования в области потенциометрии, теории pH и биологических мембран. За три года пребывания в Японии, Михаэлис достаточно хорошо овладел японским языком.
В 1926 году получает ставку профессора медицины в университете Джонса Хопкинса (Балтимор, США), а в 1929 году становится профессором Рокфеллеровского университета (Нью-Йорк, США), где он работает до 1941 года. Основные исследования Михаэлиса в США посвящены окислительно-восстановительным процессам в живых организмах (в особенности роли семихинон радикалов). В 1943 году Михаэлис был избран членом Национальной академии наук США. Продолжал научную работу до конца жизни.

### Уравнение Михаэлиса-Ментен
Несмотря на разнообразие и высокое значение работ, наибольшую известность Михэлису принесла совместная статья с Мод Ментен, посвящённая кинетике работы инвертазы, опубликованная на немецком языке в 1913 г. в журнале Biochemische Zeitschrift. Следует сказать, что за 10 лет до работы Михаэлиса и Ментен, Виктор Анри уже предпринял попытку описать кинетику ферментативной реакции и предложил своё уравнение, для начальной скорости реакции. Однако, в то время не были разработаны методы поддержания постоянного pH, в связи с чем в экспериментальной части работы Анри содержались некоторые упущения. Проведенные в 2011 году расчёты по исходным данным с помощью современных вычислительных методов показали высокую точность и строгость расчётов Михаэлиса и Ментен. Иногда, чтобы подчеркнуть вклад ранних работ Анри, уравнение кинетики ферментативных реакций называют уравнением Анри-Михаэлиса-Ментен.
Михаэлис был женат, имел двух дочерей.